# 汤姆·蒂利斯
托马斯·罗兰·蒂利斯（1960年10月30日—），美國共和黨政治人物，自2015年成為北卡羅萊納州聯邦參議院議員。此前他曾是北卡羅來納州眾議院梅克倫堡縣的代表議員與州眾議院議長。2014年北卡羅萊納州美國參議院議員選舉裡，蒂利斯代表共和黨出選，以48.82%選票擊敗民主黨籍的時任聯邦參議員凱·黑根取得議席。
2024年，湯姆·蒂利斯駁斥了特朗普煽動的颶風海倫妮及米爾頓的陰謀論和錯誤信息，他認為目前必須專注於救援行動、恢復行動、清理行動，而不是被這些不必要的東西干擾。
2025年6月28日，當《大而美法案》通過眾議院投票並送抵參議院審議時，湯姆·蒂利斯在程序投票中投下反對票。事後，特朗普威脅要派人在2026年中期選舉把反對的共和黨議員取締，不久後湯姆·蒂利斯就宣佈退休，並說「過去幾年在華盛頓，越來越明顯的是，願意接受兩黨合作、妥協和表現出獨立思考的領導人正在成為瀕危物種」。7月1日，法案的修訂版在參議院以51票支持50票反對的結果獲得通過，副總統JD·萬斯投下關鍵一票打破票數持平，全部民主黨參議員投反對票，有3名共和黨參議員投反對票，包括湯姆·蒂利斯、蘭德·保羅（R-KY）和蘇珊·柯林斯（R-MA）。

## 延伸閱讀
- 美國國會國家人物傳記大辭典中的傳記
- 由華盛頓郵報維護的投票記錄
- 智慧投票计划中的傳記、投票紀錄及利益集團評級
- 聯邦選舉委員會中的競選財務報告和數據
- Tillis Profile at Ballotpedia

## 外部連結
- 湯姆·蒂利斯 （页面存档备份，存于）參議院官方網站
- 湯姆·蒂利斯參議員競選網站 （页面存档备份，存于）
- 中的“汤姆·蒂利斯”
- C-SPAN內的頁面（英文）

| 政党职务               | 政党职务                                                        | 政党职务             |
| ---------------------- | --------------------------------------------------------------- | -------------------- |
| 前任者： 伊莉莎白·多勒 | 美國參議員北卡羅萊納州共和黨被提名人 （第2類） 2014年、2020年   | 最新的               |
| 美国参议院             |                                                                 |                      |
| 前任者： 凱·黑根       | 北卡羅萊納州第2類參議員 2015年－ 與理查·波爾、泰德·巴德同時在任 | 現任                 |
| 美國排位名單           |                                                                 |                      |
| 前任者： 邁克·朗茲     | 美國參議員資歷 第63位                                           | 繼任者： 喬尼·恩斯特 |